# Parc national de Dalby Söderskog
Le parc national de Dalby Söderskog est un parc national situé en Scanie, dans le Sud de la Suède. Il est situé dans la commune de Lund, près de Dalby. Il a été établi en 1918, car on pensait qu'il s'agissait d'une zone de forêt primaire. En réalité, la zone avait été utilisée auparavant comme zone de pâture. Le sol étant constitué en grande partie de calcaire, la flore est riche, avec en particulier de nombreuses fleurs printanières.

## Géographie
Le parc national de Dalby Söderskog est situé tout près du village de Dalby, dans la commune de Lund, à 10 km à l’est de la ville de Lund. Il est ainsi situé dans la grande région de l'Øresund, peuplée par près de 4 millions d'habitants, incluant entre autres les villes de Copenhague et Malmö. Le parc mesure 36 ha ce qui en fait le plus petit parc national de Suède (depuis que Hamra est étendu en 2011),. Il a une forme à peu près rectangulaire orientée selon un axe nord-ouest sud-est. Au nord du parc se trouve la réserve naturelle de Dalby Norreskog formant l'ensemble appelé Dalby Hage. Dalby Norreskog a son tour est bordé par la plus grande réserve naturelle de Skrylle (565 ha).
Dalby Söderskog est en partie situé à cheval entre la plaine de Lund et la pente sud du Romeleåsen, un des quelques horsts parallèles qui marque le paysage autrement plat de la Scanie. Le relief est donc surtout marqué par une pente descendant du nord-est au sud-ouest. Le point le plus haut du parc a une altitude d’environ 75 m. Dalby Söderskog est parcouru par un ruisseau, qui entre par l’est à 66 m d’altitude et ressort au niveau du coin sud-ouest à environ 51 m d’altitude. Ce ruisseau forme un ravin assez prodond avant sa sortie du parc. Il était probablement plus important dans le passé mais des fossés en amont l'ont en partie asséché. Outre le ruisseau, le parc comprend quelques petites zones humides (de type tourbière minérotrophe ou forêt humide) dans les quelques depressions du relief. Le parc fait partie du bassin versant de l'Höje å.
Le climat du parc est un climat océanique, avec environ 650 mm de précipitations annuelles et des températures moyennes allant de −1 °C en janvier à 17 °C en juillet. L'hiver est court, ce qui permet le développement de certaines espèces sensibles au gel.
Lorsque les étés sont secs, le ruisseau et les zones humides peuvent s'assécher totalement jusqu'à l'automne qui est la saison humide. La forêt de Dalby Söderskog est isolée, entourée dans toutes les directions de paysages ouvertes, ce qui le rend très exposé au vent, en particulier aux tempêtes d'automne et d'hiver, le plus souvent en provenance de l'ouest.
| Mois                              | jan. | fév. | mars | avril | mai  | juin | jui. | août | sep. | oct. | nov. | déc. | année |
| --------------------------------- | ---- | ---- | ---- | ----- | ---- | ---- | ---- | ---- | ---- | ---- | ---- | ---- | ----- |
| Température minimale moyenne (°C) | −2,6 | −3   | −1   | 2,1   | 6,3  | 10,1 | 12,6 | 12,2 | 9,3  | 6    | 2    | −1   | 4,1   |
| Température moyenne (°C)          | −0,5 | −0,6 | 1,9  | 6,2   | 11,1 | 14,7 | 16,9 | 16,6 | 13,1 | 8,8  | 4,3  | 1,2  | 7,8   |
| Température maximale moyenne (°C) | 1,7  | 1,9  | 4,9  | 10,3  | 16   | 19,4 | 21,2 | 20,9 | 16,9 | 11,8 | 6,5  | 3,4  | 11,2  |
| Précipitations (mm)               | 50,3 | 34,9 | 35,5 | 37,1  | 39,6 | 53,8 | 67,1 | 66,3 | 60,1 | 62,9 | 61,2 | 57,4 | 626   |

| Diagramme climatique                                  |           |           |             |           |              |              |              |             |           |          |           |
| J                                                     | F         | M         | A           | M         | J            | J            | A            | S           | O         | N        | D         |
| 1,7−2,650,3                                           | 1,9−334,9 | 4,9−135,5 | 10,32,137,1 | 166,339,6 | 19,410,153,8 | 21,212,667,1 | 20,912,266,3 | 16,99,360,1 | 11,8662,9 | 6,5261,2 | 3,4−157,4 |
| Moyennes : • Temp. maxi et mini °C • Précipitation mm |           |           |             |           |              |              |              |             |           |          |           |

## Géologie
Les sols du parc sont caractérisés par la présence de deux moraines distinctes issues de deux phases successives de la dernière période glaciaire. La moraine principale et la plus ancienne est appelée la moraine nord-est (Nordostmorän), qui comme son nom l'indique vient du nord-est,. Elle est en général pauvre en nutriments et riches en blocs. Elle est cependant recouverte dans la plupart du parc, en particulier à l'ouest et au sud par la moraine baltique. Cette moraine est riche en calcaire et argile, ce qui la rend plus riche pour la végétation mais aussi lui permet de garder l'humidité.